# امامزاده حسین رضا
بقعه امامزاده حسین رضا مربوط به دوره تیموریان است و در ورامین، ایستگاه راه‌آهن، گلزار شهدای حسین رضا واقع شده و این اثر در تاریخ ۲۰ آذر ۱۳۷۹ با شمارهٔ ثبت ۲۹۳۷ به‌عنوان یکی از آثار ملی ایران به ثبت رسیده‌است. این آرامستان قبرستان مرکزی شهرستان ورامین است و ساختمان پزشکی قانونی شهرستان ورامین نیز در آن قراردارد.

## معماری
مقبره هشت ضلعی است که در هر وجه آن یک طاق‌نمای فرورفته وجود دارد. این بنا در شکل آغازین از همه طرف آزاد بوده‌آست، اما در مراحل بعدی ایوان ورودی در ضلع شرقی و یک مقبره کوچک گنبدی در ضلع جنوبی آن اضافه شده‌است. دو ورودی از چهار ورودی اصلی مسدود شده‌اند. آجرکاری تنها تزئین بیرونی بنا است. ابعاد آجرها ۲۳ × ۲۳ × ۶ سانتی‌متر است که بسیاری آنها از آجرهای دوباره‌استفاده‌شده هستند. آجرکاری شلخته است. از آجرهای زاویه دار در گوشه‌ها استفاده نشده و شکاف عمودی بعدی با لایهٔ ضخیمی از ملات قهوه‌ای پوشیده شده‌است. ملات و آجرهای عمودی در بالای هشت ضلعی و روی گنبد از نظر رنگ با آنهایی که در جاهای دیگر بنا استفاده شده‌است، متفاوت است. آنها بدون شک نشان‌دهندهٔ بازسازی در دوره‌های بعد هستند. ممکن است در ابتدا سقف هرمی شکل در نظر گرفته شده باشد. اگرچه ارتفاع برج مقبره فقط کمی بیشتر از عرض آن است، اما احساس قوی عمودی بودن با طاق‌نماهای بلند روی هر وجه ایجاد تشدید شده‌است. به‌طور غیرمعمولی، هیچ سوراخ داربستی در قسمت بیرونی قابل مشاهده نیست.
فضای داخلی مربعی با چهار فرورفتگی است. تمام سطوح با گچ پوشانده شده‌است که اخیراً پوشش ناخوشایندی از رنگ سبز روی کتیبه، آبی روشن در زیر آن و سفید در بالای آن قرار گرفته‌است. دیوارهای پایین دارای قوس‌های گرد معاصر هستند. بنا در بالا به هشت ضلعی، سپس شانزده ضلعی تبدیل می‌شود. ضریحی آلومینیومی در سال ۱۳۷۰ در داخل آرامگاه نصب شده‌است.
جالب‌ترین ویژگی مقبره، تزئینات گچ بری آن است. دو الگو برای قاب قوس‌های ناحیه سکنج استفاده می‌شود. یکی، عمدتاً هندسی، دور قوس‌های سکنج است و دیگری عمدتاً طرح‌های، بر روی قوس‌های بین آن‌ها قرار دارد. کتیبه‌ای به خط ثلث درست در زیر سکنج در دیوار پشتی فرورفتگی غربی آغاز می‌شود. کتیبه‌ای قرآنی (آیهٔ ۱ تا ۱۷ سورهٔ انسان) در پایان آن نوشته شده‌است که بنا در جمادی الاول ۸۴۱ هجری به اتمام رسیده‌است. البته عدد دهگان واضح نیست و ممکن است عدد ۸۲۱ باشد. اهمیت این بنا نوع تزئینات گچ بری است که در آن زمان رو به فراموشی بود.

## مدفونان
شخص مدفون در مقبره حسین رازی از عرفای قرن چهارم است که برای تدفین یوسف رازی به ورامین آمده بوده‌است. در اطراف بنا تعدادی از کشته شدگان اهل دشت ورامین در جنگ ایران و عراق دفن شده‌اند.